# Skin Trade (chanson)
Cet article concerne la chanson de Duran Duran. Pour le livre de George R. R. Martin, voir Skin Trade.
Singles de Duran Duran
Notorious
(1987) Meet El Presidente
(1987)
Skin Trade est une chanson du groupe Duran Duran sortie en single en 1987. C'est le second extrait du 4e album studio du groupe, Notorious, sorti en 1986.

## Historique
Le titre de la chanson est un clin d’œil au livre Adventures in the Skin Trade de Dylan Thomas, que John Taylor avait souvent sur lui pendant l'enregistrement de l'album Notorious.
Skin Trade se démarque des autres chansons du groupe par la présence abondante de cuivres, joués par The Borneo Horns.
Ce single a moins bien marché que les autres extraits de l'album et que beaucoup d'autres singles du groupe. Cela a provoqué beaucoup de déception chez le groupe, comme le rapporte l'ingénieur du son français Daniel Abraham :

« Je pense que tout le monde - John, Nick, Simon - en était très fier, c'était leur morceau préféré. Personnellement, j'ai été déçu parce que j'aimais moi aussi ce morceau. »

— Daniel Abraham, ingénieur du son (janvier 2012)
John Taylor défend lui aussi la chanson dans le documentaire en noir et blanc Three to Get Ready : « C'est une chanson bien meilleure que Wild Boys, qui était numéro un partout. Et pourtant, elle est perdue au milieu des charts. Elle est numéro 24, elle n'est pas numéro un ».
Le groupe utilisera plus tard le titre pour le nom de sa propre entreprise, Skin Trade Music Ltd.

## Clip
Le clip est réalisé par Peter Kagan et Paula Greif, qui avaient déjà mis en scène celui du single précédent, Notorious. Le clip utilise un style rappelant la rotoscopie : certaines images sont colorisées à la manière d'un dessin animé. Comme de nombreux autres clips du groupe, celui de Skin Trade contient la présence d'un mannequin : l'Allemande Tatjana Patitz. On y retrouve par ailleurs le guitariste Warren Cuccurullo, qui deviendra plus tard un membre « officiel » du groupe.
En 1987, le clip obtient deux nominations aux MTV Video Music Awards : meilleurs effets visuels et meilleure photographie. Skin Trade sera battu dans les deux catégories, respectivement par Sledgehammer de Peter Gabriel et C'est la vie de Robbie Nevil.

## Pochette
Le single de Skin Trade existe avec deux pochettes différentes : une tout simple avec écrit « Duran Skin Trade » sur un fond uni rouge. Une autre montre une fesse féminine en infrarouge. Surnommée « Bum » (« fesses » en argot anglais), cette pochette sera censurée et ne sortira que dans très peu de pays (France et Canada, notamment),.

## Liste des titres et différents formats
| 1. Skin Trade (Radio Cut) - 4:26 2. We Need You - 2:49 1. Skin Trade (Stretch Mix) - 7:36 2. Skin Trade (version album) - 5:58 3. We Need You - 2:49 - Stretch Mix est un remix du producteur Larry Levan. - Également édité en cassette (TC TRADE 1) avec une couverture différente. 1. Skin Trade (Radio Cut) - 4:26 2. We Need You - 2:49 | 1. Skin Trade (Stretch Mix) - 7:36 2. Skin Trade (version album) - 5:58 3. We Need You - 2:49 1. Skin Trade (Radio cut) - 4:25 2. We Need You - 2:49 3. Skin Trade (Stretch mix) - 7:36 4. Skin Trade (Album cut) - 5:58 |

## Classements
| Pays et classement (1987)              | Meilleure position |
| -------------------------------------- | ------------------ |
| Allemagne (Media Control AG)           | 35                 |
| Belgique (Flandre Ultratop 50 Singles) | 9                  |
| Nouvelle-Zélande (RMNZ)                | 36                 |
| Pays-Bas (Nederlandse Top 40)          | 11                 |
| Italie (FIMI)                          | 3                  |
| Royaume-Uni (UK Singles Chart)         | 7                  |
| États-Unis (Billboard Hot 100)         | 39                 |

## Crédits
Duran Duran
- Simon Le Bon : chant principal
- Nick Rhodes : claviers, synthétiseurs
- John Taylor : guitare basse

Autres
- Warren Cuccurullo : guitare
- Nile Rodgers : production, guitare
- Andy Taylor : guitare
- Steve Ferrone : batterie
- The Borneo Horns : cuivres
- Daniel Abraham : ingénieur du son, mixage
- Larry Levan : remix